# لیتل ارث
لیتل ارث (به انگلیسی: Little Earth) یک منطقهٔ مسکونی در ایالات متحده آمریکا است که در مینه‌سوتا واقع شده‌است. لیتل ارث ۱٬۵۰۰ نفر جمعیت دارد.